# Felix Brander
Felix Anton Brander (* 30. August 1846 in Ebnat, Kanton St. Gallen; † 4. April 1924 ebenda) war ein Schweizer Vertreter der Senntumsmalerei.

## Leben und Werk
Felix Anton Brander erlernte den Beruf des Dachdeckers und führte diesen selbstständig aus, jedoch offenbar mit wenig Erfolg. Denn bereits zu Beginn der 1870er-Jahre lebte er vorübergehend im Armenhaus von Ebnat, wo er später immer wieder eingewiesen wurde und wo er auch verstarb. Er blieb unverheiratet und betätigte sich auch als Gelegenheitsarbeiter. Wie er zur Malerei kam, ist unklar. Er begann mit ungefähr mit 20 Jahren zu malen und hörte um sein fünfzigstes Lebensjahr damit auf. Seine Kundschaft stammte aus Ebnat und Kappel bis Nesslau, Kirchberg und Degersheim. 
Brander bevorzugte die Darstellung von Einzelobjekten wie Bauernhäusern, Gewerbebauten und Wirtschaften, mit oder ohne Personen und vielfach ohne Hintergrund. In der Auswahl seiner Themen ist er mit dem Maler Johann-Jakob Heuscher zu vergleichen. Branders Werke befinden sich in der Sammlung des Kunstmuseums St. Gallen und des Museums Ackerhus in Ebnat-Kappel sowie in Privatbesitz. Im Gegensatz zu seiner «Konkurrentin» Anna Barbara Aemisegger-Giezendanner wurden er und seine Werke bald vergessen.